# Всеукраїнський день боротьби із захворюванням на туберкульоз
 Всеукраїнський день боротьби із захворюванням на туберкульоз встановлений в Україні «…з метою активізації діяльності щодо запобігання виникненню і поширенню захворювання на туберкульоз, враховуючи рекомендації Всесвітньої Організації Охорони Здоров'я та на підтримку ініціативи громадського руху „Українці проти туберкульозу“…» згідно з Указом Президента України «Про Всеукраїнський день боротьби із захворюванням на туберкульоз» від 22 березня 2002 р. № 290/2002. Проводиться щорічно 24 березня